# Pump (album)
Pour les articles homonymes, voir Pump.
Albums de Aerosmith
Permanent Vacation
(1987) Get a Grip
(1993)
Singles
1. Love in an Elevator
Sortie : 15 août 1989
2. Janie's Got a Gun
Sortie : 20 septembre 1989
3. What it Takes
Sortie : 19 décembre 1989
4. The Other Side

Pump est le 10e album studio du groupe de hard rock américain Aerosmith. Il est paru le 12 septembre 1989 sur le label Geffen Records et a été produit par Bruce Fairbairn. Il a été remasterisé en 2001.

## Historique
En décembre 1988, le groupe se retrouve dans les studios Rik Tinory Productions à Cohasset dans le Massachusetts pour commencer à écrire et répéter les nouveaux titres qui composeront cet album. Une vingtaine de titres sortiront de cette pré-production, mais le groupe n'en gardera finalement que dix qui seront enregistré entre janvier et juin 1989 dans les Little Mountain Sound Studios de Vancouver au Canada. 
Dans cet album, le groupe aborde les thèmes de l'alcoolisme, la drogue, les femmes... Il compte également de nombreux singles, notamment Love In an Elevator accompagné d'un clip-vidéo sulfureux interdit à la télévision. F.I.N.E. est l'un des rares titres du groupe ne comportant pas de solo de guitare ainsi que Hoodoo/Voodoo Medicine Man, l'un des rares titres crédités à Brad Whitford.
L'album s'est vendu à plus de sept millions d'exemplaires aux États-Unis, soit certifié sept fois disque de platine. Il atteindra la cinquième place du Billboard 200 aux États-Unis et la troisième des charts britanniques. 
Seule différence avec la version originale, la version alternative comprend un titre caché (voir titres ci-dessous).

## Liste des titres
| No  | Titre                                                           | Auteur                                | Durée |
| --- | --------------------------------------------------------------- | ------------------------------------- | ----- |
| 1.  | Young Lust                                                      | Steven Tyler, Joe Perry, Jim Vallance | 4:19  |
| 2.  | F.I.N.E.*                                                       | Tyler, Perry, Desmond Child           | 4:08  |
| 3.  | Going Down / Love in an Elevator                                | Tyler, Perry                          | 5:38  |
| 4.  | Monkey On My Back                                               | Tyler, Perry                          | 3:56  |
| 5.  | Water Song / Janie's Got a Gun                                  | Tyler, Tom Hamilton                   | 5:40  |
| 6.  | Dulcimer Stomp / The Other Side                                 | Tyler, Vallance                       | 4:56  |
| 7.  | My Girl                                                         | Tyler, Perry                          | 3:10  |
| 8.  | Don't Get Mad, Get Even                                         | Tyler, Perry                          | 4:48  |
| 9.  | Hoodoo / Voodoo Medicine Man                                    | Tyler, Brad Whitford                  | 5:01  |
| 10. | What It Takes / Morceau caché interprété par Randy Raine-Reusch | Tyler, Perry, Desmond Child           | 6:28  |

## Musiciens
Aerosmith
- Steven Tyler : chant, guitare, claviers, harmonica
- Joe Perry : guitare, second solo et chœurs sur Love in an Elevator, guitare slide sur Monkey on My Back
- Brad Whitford : guitare rythmique, guitare solo sur Voodoo Medicine Man, premier solo sur Love in an Elevator
- Tom Hamilton : basse, chœurs (Love in an Elevator)
- Joey Kramer : batterie, percussions

Musiciens additionnels
- Bob Dowd : chœurs sur Love in an Elevator
- Catherine Epps: voix de la liftière sur Love in an Elevator
- The Margarita Horns :
  - Bruce Fairbairn: trompette, chœurs (Love in an Elevator)
  - Henry Christian: trompette
  - Ian Putz : saxophone baryton
  - Tom Keenlyside : saxophone ténor, clarinette
- John Webster : claviers
- Randy Rainer-Reusch : Interludes musicaux : harmonica de verre sur Water Song qui est l'intro de Janie's Got a Gun, dulcimer des Appalaches sur Dulcimer Stomp, didgeridoo sur  Don't Get Mad, Get Even, Khên sur Hoodoo, plus naw (orgue à bouche calebasse du peuple Lahu du nord de la Thaïlande) à partir de 5:19 dans l'instrumental caché contenu dans "What It Takes"

## Charts & certifications

### Album
| Pays             | Durée du classement | Meilleur classement |
| ---------------- | ------------------- | ------------------- |
| Allemagne        | 16 semaines         | 13e                 |
| Australie        | 48 semaines         | 1er                 |
| Canada           | 55 semaines         | 2e                  |
| États-Unis       | 110 semaines        | 5e                  |
| Italie           | -                   | 17e                 |
| Norvège          | 8 semaines          | 9e                  |
| Nouvelle-Zélande | 50 semaines         | 8e                  |
| Pays-Bas         | 9 semaines          | 33e                 |
| Royaume-Uni      | 34 semaines         | 3e                  |
| Suède            | 13 semaines         | 8e                  |
| Suisse           | 7 semaines          | 9e                  |

| Pays             | Certification | Ventes      | Date       |
| ---------------- | ------------- | ----------- | ---------- |
| Allemagne        | Or            | 250 000 +   | 1994       |
| Canada           | 7 × Platine   | 700 000 +   | 18/11/1994 |
| États-Unis       | 7 × Platine   | 7 000 000 + | 10/02/1995 |
| Nouvelle-Zélande | Platine       | 15 000 +    | 08/07/1990 |
| Royaume-Uni      | Or            | 100 000 +   | 20/10/1989 |

### Singles
| Date | Chart              | titre               | Classement |
| ---- | ------------------ | ------------------- | ---------- |
| 1989 | Rock Tracks        | Love in an Elevator | 1er        |
| 1989 | Hot 100            | Love in an Elevator | 5e         |
| 1989 | ARIA Charts        | Love in an Elevator | 33e        |
| 1989 | (V) Ultratop       | Love in an Elevator | 28e        |
| 1989 | RPM Top Singles    | Love in an Elevator | 13e        |
| 1989 | RMNZ Singles Top40 | Love in an Elevator | 15e        |
| 1989 | Mega Top 50        | Love in an Elevator | 14e        |
| 1989 | UK Singles Chart   | Love in an Elevator | 13e        |
| 1989 | Rock Tracks        | Janie's Got a Gun   | 2e         |
| 1989 | Hot 100            | Janie's Got a Gun   | 4e         |
| 1989 | ARIA Charts        | Janie's Got a Gun   | 1er        |
| 1989 | RPM Top Singles    | Janie's Got a Gun   | 2e         |
| 1989 | RMNZ Singles Top40 | Janie's Got a Gun   | 13e        |
| 1989 | Sverigetopplistan  | Janie's Got a Gun   | 12e        |
| 1989 | UK Singles Chart   | Janie's Got a Gun   | 76e        |
| 1989 | Rock Tracks        | F.I.N.E.*           | 14e        |
| 1990 | Rock Tracks        | What It Takes       | 1er        |
| 1990 | Hot 100            | What It Takes       | 9e         |
| 1990 | ARIA Charts        | What It Takes       | 46e        |
| 1990 | RPM Top Singles    | What It Takes       | 15e        |
| 1990 | RMNZ Singles Top40 | What It Takes       | 19e        |
| 1990 | Rock Tracks        | Monkey On My Back   | 17e        |
| 1990 | Rock Tracks        | The Other Side      | 1er        |
| 1990 | Hot 100            | The Other Side      | 22e        |
| 1990 | RPM Top Singles    | The Other Side      | 22e        |
| 1990 | UK Singles Chart   | The Other Side      | 46e        |